# Fashion (piosenka)
"Fashion" to piosenka w wykonaniu Heidi Montag nagrana w stylu electropop i dance-pop. Utwór opisuje miłość do mody. RedOne, który napisał piosenkę i ją wyprodukował chwalił wykonanie Montag, nazywając ką "urodzoną gwiazdą" i mającą "kwalifikacje gwiazdy". Kompozycja została "zjechana" przez krytyków nazwaną "złą na wielu poziomach".
Piosenkarka Lady Gaga, która jest także autorką piosenki nagrała pod koniec 2008 roku własną wersję. Utwór w jej wykonaniu znalazł się w jednym z odcinków Brzyduli Betty i na ścieżce dźwiękowej do filmu Wyznania zakupoholiczki w 2009 roku. Wersja Gagi została lepiej przyjęta przez krytyków.

## Muzyka i tekst
"Fashion" jest utrzymana w szybkim tempie dance-pop z intensywnym użyciem syntezatorów. W piosence wymianie są znane marki odzieżowe takie jak: Vivienne Westwood, Gucci, Fendi, Prada, Valentino Garavani, Armani, Jimmy Choo, Stuart Weitzman, Louis Vuitton, Dolce & Gabbana, Alexander McQueen i Manolo Blahnik. Producent piosenki RedOne powiedział, że piosenka jest "wszystkim o modzie i wszystkim o [Montag]- zakupach, odzieży i jej całej aury.

## Wersja Lady Gagi

Gaga w "Fashion" podczas trasy.

Lady Gaga, która jest współautorem "Fashion" z Redone'm nagrała cover w 2008 roku. Krótki klip w wersji Gagi został po raz pierwszy usłyszano w odcinku Brzyduli Betty pt.: "Amanda Bad", wyemitowanym 4 grudnia 2008. Wersja ta pojawiła się na ścieżce dźwiękowej do filmu Wyznania zakupoholiczki wydanej 17 lutego 2009. Piosenkarka wykonała utwór na swoim drugim światowym tournée: The Monster Ball Tour. Podczas występu piosenkarka ubrana jest w zbroję w stylu egipskim, na głowie ma złotą koronę.